# Троян Олександр Сергійович
Олександр Сергійович Троян (нар. 18 квітня 1973) — радянський та український футболіст, що грав на позиції воротаря. Відомий за виступами у шепетівському «Темпі» у вищій українській лізі.

## Клубна кар'єра
Олександр Троян розпочав виступи на футбольних полях у 1990 році в складі аматорської команди «Темп» з Шепетівки. Наступного року команда стартувала в нижчій другій лізі СРСР. У складі команди, яка цього року здобула Кубок УРСР з футболу, що дало право команді наступного року стартувати у вищому дивізіоні українського футболу, був дублером Олександра Морозова, та у вирішальних матчах не грав. У вищій лізі Троян зіграв 2 матчі, проте «Темп» після швидкоплинного першого чемпіонату України вибув до першої ліги. У першій лізі Олександр Троян зіграв 4 матчі в складі шепетівської команди в першому колі чемпіонату. У 1993 році футболіст грав у складі аматорської команди «Адвіс» з Хмельницького. Даних за подальшу кар'єру Олександра Трояна немає.